# Dalbergia frutescens
Dalbergia frutescens är en ärtväxtart som först beskrevs av Vell., och fick sitt nu gällande namn av Nathaniel Lord Britton. Dalbergia frutescens ingår i släktet Dalbergia, och familjen ärtväxter.

## Underarter
Arten delas in i följande underarter:
- D. f. frutescens
- D. f. tomentosa

## Bildgalleri

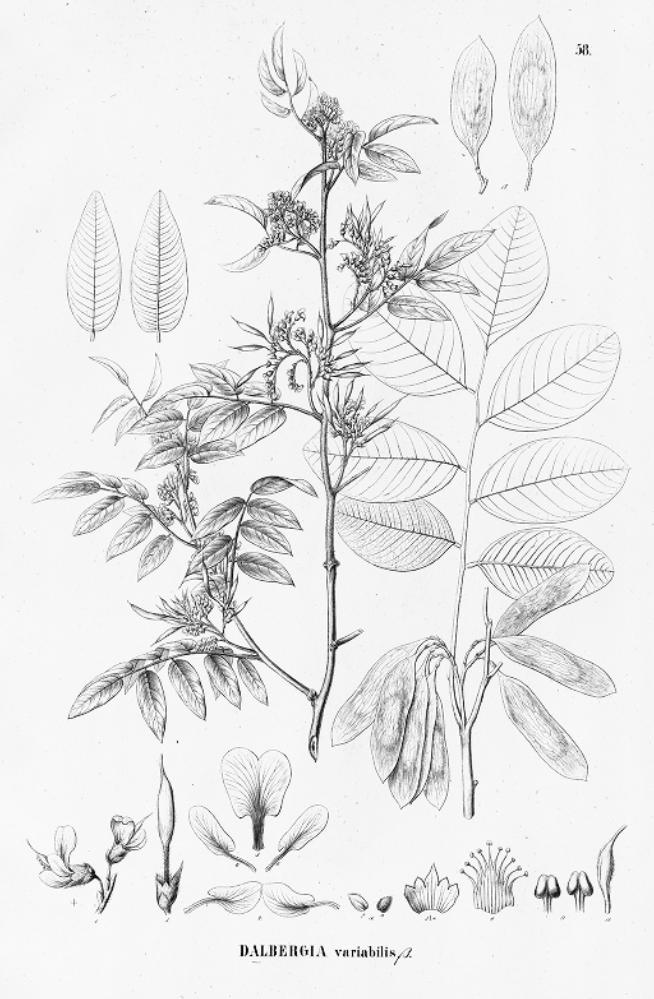